# AEC Armoured Command Vehicle
L'AEC Armoured Command Vehicle era una gamma di veicoli comando corazzati costruiti in Gran Bretagna durante la seconda guerra mondiale dalla Associated Equipment Company.

## Storia
Durante il secondo conflitto mondiale la Gran Bretagna fu l'unica nazione che sviluppò ed usò intensamente degli appositi veicoli comando corazzati. Gli Armoured Command Vehicle erano essenzialmente dei bus corazzati montati su un telaio di autocarro. Il più comune ACV era realizzato sul telaio dell'AEC Matador. La produzione iniziò nel 1941 e ne furono costruiti in totale 415. Il primo impiego di questo veicolo avvenne durante la campagna del Nord Africa e rimasero in servizio fino alla fine del conflitto.
Grande e confortevole l'ACV venne soprannominato dalle truppe con il nome di un grande albergo di Londra: Dorchester. Tre di questi veicoli comando furono catturati fra il 7 e l'8 aprile 1941 dalle truppe dell'Afrika Korps, dove vennero designati Max, Moritz e Mammute. I primi due furono utilizzati da Rommel e dal suo staff per tutta la campagna.
Nel 1944 ne fu prodotta una versione a tre assi con trazione 6 x 6. Il veicolo utilizzava lo scafo dell'AEC 0857 e montava un motore AEC 198 da 150 hp (112 kW). La corazzatura in acciaio, di nove millimetri di spessore, era saldata. Il veicolo pesava circa 17 ton e furono 151 gli esemplari costruiti. Il veicolo venne prodotto in due versioni che differivano per le apparecchiature radio denominate LP (Low Power) e HP (High Power)